# 정채원
정채원(2006년 2월 19일 ~ )은 대한민국의 농구 선수이다. 한국여자프로농구(WKBL) 아산 우리은행 우리WON 소속으로 포지션은 가드이다.

## 경력
2024년 8월에 열린  WKBL 신입선수 선발회에서 2라운드 1순위(전체 7순위)로 아산 우리은행 우리WON에 지명되었다.